# Droga wojewódzka nr 577
Droga wojewódzka nr 577 (DW577) – droga wojewódzka przebiegająca w województwie mazowieckim o długości 45,904 km.

## Miejscowości leżące przy trasie 577
- Łąck
- Gąbin – obwodnica
- Sanniki
- Ruszki